# Droga wojewódzka nr 379
Droga wojewódzka nr 379 (DW379) – droga wojewódzka łącząca DW382 w Świdnicy z DW381 oraz DK35 w Wałbrzychu (dzielnica Podgórze). Droga ma bogate walory krajobrazowe. W okolicy Modliszowa otwiera się rozległa panorama na Góry Sowie oraz częściowo Góry Wałbrzyskie.

## Miejscowości leżące przy trasie DW379
- Świdnica (DW382)
- Modliszów
- Wałbrzych (DW381) (DK35)